# Lee Hall (Skirennläuferin)
Lee Hall (* im 20. Jahrhundert) ist eine ehemalige US-amerikanische Skirennfahrerin, die vier Weltcup-Platzierungen unter den besten zehn errang.

## Karriere
Hall errang vier Platzierungen unter den besten zehn im Weltcup, allesamt in der allerersten Weltcupsaison 1967. Ihre beste Platzierung war der achte Platz im Slalom von Jackson Hole am 26. März 1967, bei dem sie 6,50 Sekunden Rückstand auf Nancy Greene hatte. Sie lag drei Hundertstelsekunden hinter Giustina Demetz sowie sechs Hundertstelsekunden vor Gertrud Gabl.
Zudem gewann sie 1967 das Silver-Belt-Skirennen.

## Erfolge

### Weltcupwertungen
- Vier Platzierungen unter den besten zehn

| Saison | Gesamt | Gesamt | Abfahrt | Abfahrt | Riesenslalom | Riesenslalom | Slalom | Slalom |
| Saison | Platz  | Punkte | Platz   | Punkte  | Platz        | Punkte       | Platz  | Punkte |
| ------ | ------ | ------ | ------- | ------- | ------------ | ------------ | ------ | ------ |
| 1967   | 27.    | 6      |         |         | 19.          | 2            | 24.    | 4      |